# Anastasia von Griechenland

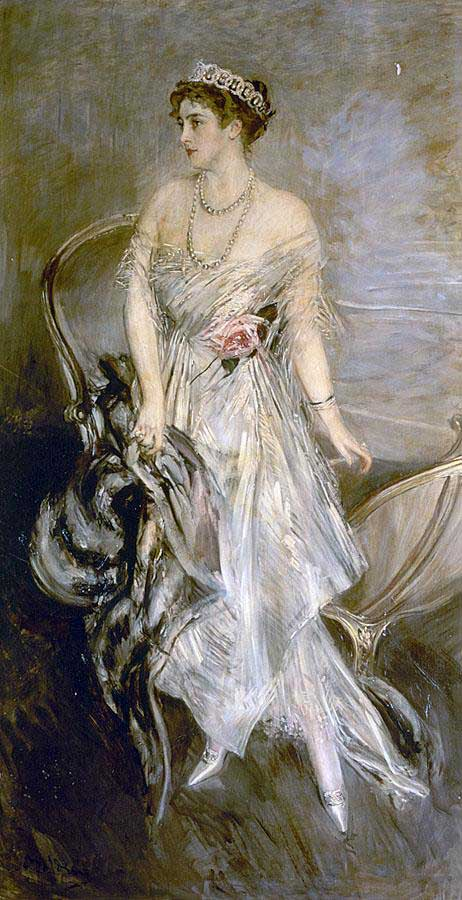
Giovanni Boldini: Porträt von Prinzessin Anastasia von Griechenland, Öl auf Leinwand, um 1914

Nonnie May Stewart, besser bekannt als Anastasia Prinzessin von Griechenland und Dänemark (*  20. Januar 1878 in Cleveland, Ohio; † 29. August 1923 in London) war eine US-amerikanische Erbin. Durch ihre dritte Heirat gehörte sie dem europäischen Adel an.

## Leben
Nonnie May Stewart war die Tochter des wohlhabenden Fabrikanten William Charles Stewart und seiner Ehefrau Mary Holden, innerhalb der Familie wurde sie Nancy gerufen. In den ersten Jahren wurde sie zu Hause unterrichtet, und im Alter von siebzehn Jahren besuchte sie die renommierte Mädchenschule Miss Porter’s School in Farmington, im US-Bundesstaat Connecticut. Kurz darauf wurde die 17-jährige Nancy in die Gesellschaft eingeführt. Ihre erste Verbindung zu George Harry Worthington dauerte gerade mal vier Jahre, bevor sie ihren zweiten Ehemann, den Millionär William Bateman Leeds, heiratete. Nach seinem Tod im Jahre 1908, erbte Nancy sein beträchtliches Vermögen und reiste nach Europa.

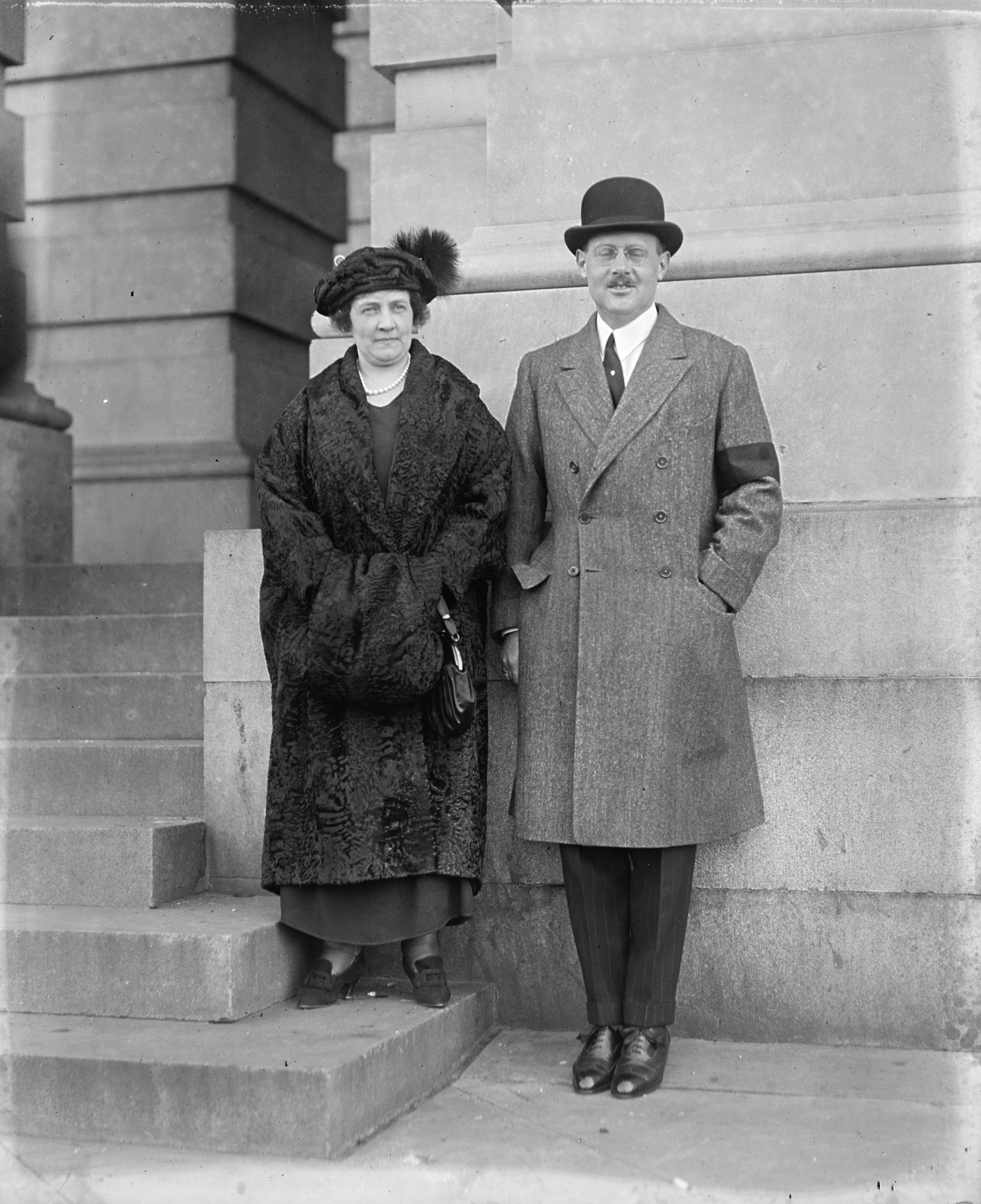
Das Prinzenpaar von Griechenland und Dänemark, unbekannter Fotograf, im März 1923

In Biarritz, an der französischen Atlantikküste, lernte Nancy Leeds den deutschstämmigen Prinzen Christoph von Griechenland (1888–1940) kennen und lieben. Im Jahre 1914 verlobten sie sich auf Capri. Die Hochzeit wurde aufgrund von Vorbehalten von Christophers Familie verschoben, da Nancy bereits zweimal verheiratet war. Die Hochzeit fand schließlich am 1. Februar 1920 in Vevey, Schweiz, nach sechsjähriger Verlobung statt. Vier Tage später nahm Nancy den orthodoxen Glauben an und erhielt ihren Vornamen "Anastasia". Unmittelbar danach war sie offiziell Prinzessin Anastasia von Griechenland und Dänemark. Allerdings die US-Presse bezeichnete sie weiterhin als "Eisern Erbin", "Dollar-Prinzessin" oder "Millionär-Prinzessin". Die Ehe, die allen Berichten zufolge glücklich verlief, blieb kinderlos. Mit ihrem beträchtlichen Vermögen unterstützte Prinzessin Anastasia die königliche Familie während ihres Exillebens in den 1920er Jahren.
Prinzessin Anastasia von Griechenland starb 1923 in London an den Folgen einer Krebserkrankung und wurde im Grab ihrer Eltern auf dem Woodlawn Cemetery in New York bestattet. Ihr Sohn aus zweiter Ehe, William Bateman Leeds Jr. (1902–1971) heiratete 1921 die Nichte seines Stiefvaters, Großfürstin Xenia Georgijewna Romanowa (1903–1965).